# Лоху (Эстония)
Ло́ху (эст. Lohu) — деревня в волости Кохила уезда Рапламаа, Эстония.

## География и описание
Расположена в 4 километрах к югу от волостного центра — посёлка Кохила, и в 16 километрах к северу от уездного центра — города Рапла. Высота над уровнем моря — 65 метров. На севере примыкает к деревне Пукамяэ, которая являлась частью Лоху с 1977 года до 11 февраля 2008 года.
Официальный язык — эстонский. Почтовый индекс — 749812.

## Население
По данным переписи населения 2011 года, в деревне проживали 69 человек, из них 66 (95,7 %) — эстонцы.
По данным переписи населения 2021 года, в деревне насчитывалось 53 жителя, из них 50 (94,3 %) — эстонцы.
Численность населения деревни Лоху по данным переписей населения:
| Год  | 1959 | 1970  | 1979  | 1989  | 2000  | 2011 | 2021 |
| ---- | ---- | ----- | ----- | ----- | ----- | ---- | ---- |
| Чел. | 100  | ↗ 107 | ↗ 208 | ↘ 169 | ↗ 196 | ↘ 69 | ↘ 53 |

В Лоху живёт учёный-обществовед, педагог и политический деятель Юло Вооглайд.

## История
В письменных источниках 1216 года упоминается Lone, 1241 года — Loal, 1376 года — Loole, 1436 года — Lohall, 1732 года — Lohho m. (мыза).
Официальный статус деревни Лоху получила в 1977 году, до этого она была поселением. В 1997—2008 годах в состав Лоху входила деревня Пукамяэ.

### Мыза Лоаль (Лоху)
Мыза Лоаль (нем. Loal, Лоху (эст. Lohu mõis)) была построена в 1620 году. Первоначально она принадлежала семье балтийских немцев и на протяжении большей части своей истории оставалась в руках местной аристократии. Когда Эстония провозгласила свою независимость в 1919 году, масштабные земельные реформы захватили земли, принадлежавшие почти всем семьям балтийских немцев, и передали их этническим эстонцам. В 1920 году имение принадлежало Йохану Питке, хотя впоследствии оно несколько раз переходило из рук в руки.
Первоначальный господский особняк был построен из дерева; в начале XVIII века его заменил каменный дом в стиле барокко. Новое главное здание мызы в стиле классицизма было построено в 1780-х годах, частично перестроено в стиле неоготики в XIX веке. В интерьере присутствуют фрески в стиле гризайль, выполненные Готтлибом Велте и считающимися одними из лучших образцов таких деталей интерьера в Эстонии. Другие примечательные детали интерьера, такие как обшивка и резные деревянные детали, датируются концом XIX века.